# Samolot Mority
Samolot Mority − pierwszy japoński samolot zbudowany w 1911 przez japońskiego pioniera lotnictwa Shinzō Moritę.

## Historia
W 1910 powracający do Japonii po pobycie w Stanach Zjednoczonych japoński kupiec Shinzō Morita podróżował po Europie gdzie odwiedził między innymi wystawę światową w Brukseli, gdzie po raz pierwszy zobaczył samolot.  Morita postanowił zbudować własną maszynę latającą i udał się do Paryża gdzie uczęszczał do szkoły lotniczej oraz zakupił 45-konny silnik lotniczy Grégoire Gyp.
Morita powrócił do Japonii na wiosnę 1911 i prawie natychmiast rozpoczął prace nad jego maszyną.  Zatrudnił trzech kreślarzy; Mitsuzo Ōnishiego, Noboru Tarao, Sensuke Shimizu z których pomocą zaprojektował samolot bazujący na wcześniejszych konstrukcjach Blériota (Blériot XI) i Levavasseura (Antoinette IV) który został ukończony w kwietniu 1911.
Samolot Mority był jednomiejscowym, jednosilnikowym górnopłatem o konstrukcji mieszanej, głównie drewnianej pokrytej płótnem.  Pilot siedział o otwartej kabinie w środkowej części kadłuba, silnik Grégoire Gyp zamontowany był w dziobie samolotu w pozycji odwróconej, był częściowo kryty aluminiową owiewką, silnik napędzał drewniane, dwułopatowe śmigło.
Pomiędzy dwukołowym podwoziem samolotu znajdowała się pojedyncza płoza mająca zapobiegać ewentualnemu kapotażowi w czasie lądowania.
Samolot mierzył 7,40 metrów długości i 9,30 metrów rozpiętości, jego masa własna wynosiła około 290 kilogramów, prędkość maksymalna maszyny wynosiła około 75 kilometrów na godzinę.
Samolot został ukończony w kwietniu 1911 i został oblatany 24 kwietnia tegoż roku.  Był to pierwszy zbudowany w Japonii samolot, a jego pierwszy lot odbył się zaledwie cztery miesiące po pierwszych pokazowych lotach które miały miejsce w Japonii do których użyto importowanych samolotów.  W czasie pierwszego lotu samolot wzbił się na wysokość dziesięciu metrów, lot miał przynajmniej 1200 długości.
W czasie jedno z lotów skrzydło pilotowanego przez Moritę samolotu uderzyło w jadącego na rowerze chłopca i po prośbach rodziny która obawiała się o bezpieczeństwo samego Mority jak i innych osób zrezygnował on z dalszych eksperymentów lotniczych.  W późniejszym czasie przywieziony do Japonii przez Moritę silnik Grégoire Gyp używany był w innych samolotach zaprojektowanych i zbudowanych przez Shigesaburō Torigai, Otojirō Itō i Asao Fukunagę.